# Leiothorax kashmirensis
Leiothorax kashmirensis es una especie de coleóptero de la familia Cantharidae.

## Distribución geográfica
Habita en la India.